# 파트리차 구치
파트리차 구치(이탈리아어: Patricia Gucci, 1963년 3월 1일~)는 이탈리아의 여성 사업가이자 구찌 가문의 일원이다. 1921년 회사를 설립한 알도 구찌의 막내딸이자 구찌오 구찌의 손녀이다.